# València Basket Club
El València Basket Club S.A.D. és un club de bàsquet de la ciutat de València que competeix en la Lliga Endesa i en l'EuroCup. Va ser fundat el 15 de juliol del 1986 i la seua primera equipació sempre ha sigut taronja, color del que el club rep l'apel·latiu taronges.
La secció femenina del club també disputa la Lliga Femenina Endesa i la màxima competició europea: l'Eurolliga Femenina.
Disputa els seus partits al Pavelló Municipal Font Sant Lluís de València, amb capacitat per a 9.000 espectadors. Per a setembre de 2025 està previst que l'equip es mude al Roig Arena, que comptarà amb una capacitat per a uns 15.600 espectadors.
Relacionat en els seus orígens amb el València CF, del que depenia com una secció més d'aquest, després del descens de l'equip de futbol a segona divisió en l'any 1986, el club de bàsquet pren identitat pròpia i en la temporada 1986-87 ja participa com entitat independent en la Primera Divisió B del bàsquet espanyol.
Fins a l'any 2009, i després de 23 anys, el club va ser conegut com a Pamesa Valencia, i comptava amb el patrocini de l'empresa taulellera Pamesa. Entre 2009 i 2011 el patrocinador va ser Power Electronics.
En setembre de 2014, l'equip Ros Casares València va arribar a un acord amb el qual s'integrava al València Basket, passant a formar part de la secció femenina del club.
El 16 de juny de 2017 guanyen per primera vegada la lliga ACB contra el Reial Madrid de Bàsquet per un parcial de 1-3.

## Història
Els orígens del València Basket es remunten als Jocs Olímpics d'Estiu de 1984, quan Juan Roig i Paco Raga albiren la possibilitat de dotar-li al basquet valencià d'una infraestructura per tal de repetir les emocions viscudes a les olimpíades. Amb el descens del València CF a Segona divisió els fets es precipiten, ja que la precària situació del club merengot va provocar que el president Arturo Tuzón acceptara un pla de Raga per a salvar la secció de bàsquet, deslligant-la del club de futbol. El pla tenia el suport de Juan i Fernando Roig, que a través de Pamesa aspiraven a ser els espònsors del club, així com del periòdic La Hoja del Lunes, primer patrocinador del nou equip.
Així, amb el vist-i-plau de l'encarregat de la secció de bàsquet del València CF, Vicente Solà, i de Pipo Arnau, es dissenya una operació mediàtica per a donar suport al nou club, que comptaria amb el suport de l'associació de premsa.
La primera temporada del València Basket es va disputar a Primera Divisió B, categoria a la que havia ascendit l'equip encara com a secció de l'equip de futbol, que amb un pressupost de 20.600.000 pessetes va competir amb el nom de Valencia Basket-Hoja del Lunes. Pocs dies després s'anuncia l'acord de patrocini amb Pamesa, que aportava uns 10 milions de pessetes al pressupost, i a partir de la temporada següent l'equip ja seria conegut com a Pamesa València.
El primer president fou Antonio Egea, el primer pavelló el de Mislata, i la primera seu va estar al número 3 del Carrer de Finlàndia de València. Seria a la segona temporada, la 1987/88 quan el València Basket passaria a anomenar-se Pamesa València i a disputar els seus partits a la Fonteta de Sant Lluís. També seria en aquella temporada quan l'equip ascendiria a la Lliga ACB, el 4 de maig de 1988 després d'imposar-se en play-offs davant el Club Bàsquet Santa Coloma. En aquelles dates l'ACB estava dividida en dos grups i no seria fins a dos temporades després, el 10 de maig de 1990, que l'equip ascendiria a A1.

### Dècada 1990-2000
L'equip es manté en la lliga ACB amb l'objectiu de classificar-se a Europa, quedant-se a punt de fer-ho diverses temporades. Tanmateix, durant la temporada 1994-95, amb la Fonteta remodelada, l'equip baixa a la lliga EBA després de ser derrotat en el playoff de descens davant el Somontano Huesca.
El retorn a la màxima divisió del bàsquet espanyol es produeix en la temporada següent, amb Miki Vukovic a la banqueta, que venia de guanyar-ho tot amb el Dorna Godella. La base de l'equip la formen dos joves amb projecció, Victor Luengo i Nacho Rodilla, i l'equip finalitza segon de la lliga en una edició on l'ACB no va permetre cap ascens. Tanmateix, els problemes econòmics del Club Baloncesto Zaragoza van fer que l'equip comprara la seua plaça per a tornar així a la lliga ACB.
La temporada 97-98 dona lloc a moltes fites. L'equip dona un pas més en el seu creixement en guanyar el primer títol de la història, la Copa del Rei davant el Joventut de Badalona el 2 de febrer de 1998. El València era debutant en aquesta competició i no estava entre els favorits per aconseguir el títol. En la primera ronda va eliminar el que era el líder de la lliga ACB, el Tau de Vitòria que duia una gran ratxa de victòries seguides. En semifinals, va eliminar a l'amfitrió, el Fórum Valladolid. A la final derrotà el Joventut de Badalona d'Alfred Julbe (que es va guanyar l'enemistat de l'afició valenciana) per 89-75. L'MVP va ser Natxo Rodilla. Així, el València es classifica per primera vegada a una competició europea, la Copa Saporta, i a més jugaria per primera vegada els play-off de la Lliga ACB, perdent en quarts de final contra el Reial Madrid.
Després de guanyar aquesta competició, el València obté plaça per a disputar competicions europees. L'equip valencià hi debuta la temporada 1998/1999, concretament a la Copa Saporta, i arriba a la final davant el Benetton de Treviso italià. Aquesta mateixa temporada es va fitxar a un dels jugadors més estimats per l'afició: Bernard Hopkins.
Durant la temporada 1999/2000 el Pamesa quedà subcampió de la Copa del Rei, perdent la final davant el CB Estudiantes de Madrid.

### Dècada del 2000

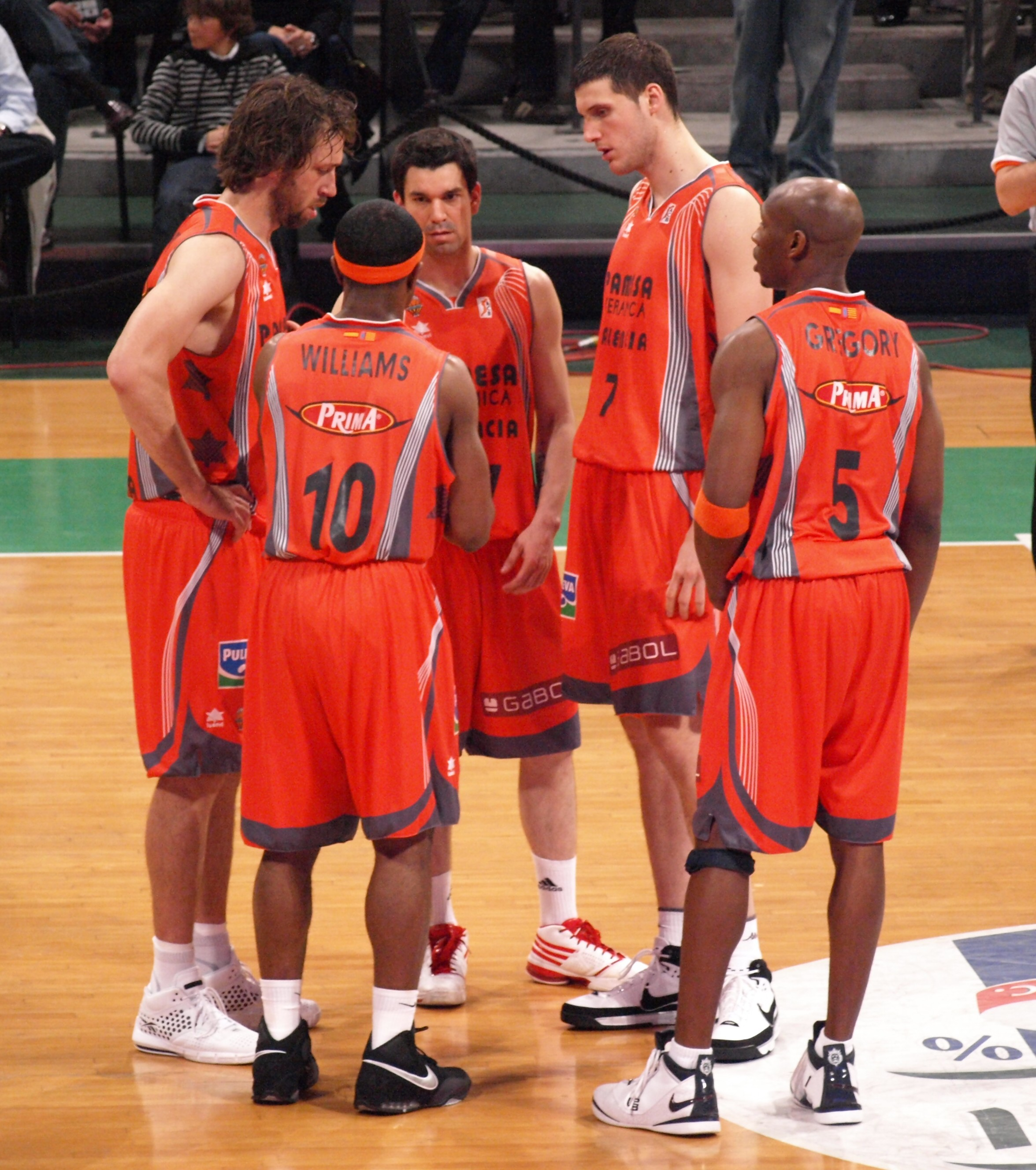
Quintet inicial de l'aleshores Pamesa València al partit que disputaren contra el DKV Joventut al Pavelló Olímpic de Badalona durant la lliga ACB 2008/09.

Durant la temporada 2000/2001 el club decideix canviar de rumb i nomena entrenador a Luis Casimiro, que va substituir a Miki Vukovic després de 5 temporades al club. Casimiro va estar dues temporades al club i el seu èxit més gran va ser el subcampionat de la Copa Saporta de la temporada 2001/2002.
La temporada 2002/2003 es va fitxar com a entrenador a Paco Olmos i es va fer un salt de qualitat en la plantilla fitxant a jugadors de gran nivell internacional com Fabricio Oberto, Dejan Tomasevic o Alejandro Montecchia. Aquesta és, fins al moment, la millor temporada de la història del Pamesa. S'aconsegueix guanyar el primer títol europeu de la història per al club, la Copa ULEB, derrotant en els dos partits de la final al KK Krka Novo Mesto d'Eslovènia aconseguint la classificació per a l'Eurolliga per primera vegada. A l'ACB, es va aconseguir arribar a la final dels playoffs, perdent davant el FC Barcelona per 3-0.
Per a la temporada 2003/2004, es va fitxar a Antoine Rigaudeau per a afrontar amb garanties l'Eurolliga i l'equip arribà al Top 16, però va acabar perdent les possibilitats de classificar-se a la final four per culpa de no presentar-se a Tel-Aviv amb por que pogués haver-hi un possible atemptat. A l'ACB, l'equip quedà tercer de la lliga regular i va perdre a la primera ronda dels playoffs enfront l'Unicaja de Màlaga.
Les dues temporades següents van ser autèntics fracassos. Es va nomenar Director Esportiu a Víctor Sendra per a afrontar la campanya 2004/2005. AL començament de la pretemporada es va cessar a Paco Olmos del seu lloc i es va fitxar a Pablo Laso com a entrenador. A la plantilla del Pamesa es van unir fitxatges com el d'Igor Rakocevik. Abans de les semifinals de la Copa ULEB, va ser destituït Laso, nomenant tècnic a Chechu Mulero. La temporada finalitzà amb l'equip quedant fora de playoff després de 7 temporades seguides classificant-s'hi i sense jugar a Europa. Aquesta temporada va estar marcada per nombroses lesions.
Per a la temporada 2005/2006 es va canviar per complet la plantilla, quedant només dos jugadors de l'any anterior, Víctor Luengo i Óscar Yebra. Es van fitxar jugadors com Vule Avdalovic o Dimos Dikudis i a l'entrenador Ricard Casas. La primera volta de la lliga va ser positiva, quedant cap de sèrie per a la Copa del Rei de Bàsquet, competició en la qual quedà subcampió. La segona volta de l'ACB va ser dolentíssima quant a resultats i això va fer que el club no es classificara per als playoffs per segon any consecutiu. La temporada va estar marcada pels constants canvis en la plantilla, sobretot entre els jugadors no comunitaris.
Després dels mals resultats, a l'estiu del 2006 el club va fer un important esforç econòmic, duent a terme una reestructuració del planter en què destaquen la contractació del MVP de l'Eurolliga 2006, Dejan Milojevic i el del MVP de la Copa ULEB, Rubén Douglas. També van ser importants l'arribada d'Albert Oliver i la incorporació del valencià Víctor Claver provinent de la cantera del club. D'aquesta forma només 5 jugadors de l'any anterior van continuar al club. No obstant, el començament de la Lliga ACB 2006/2007 fou molt complicat i després de només cinc partits i quatre derrotes es va cessar l'entrenador Ricard Casas, donant pas a la contractació del grec Fotis Katsikaris. Tot i que el rendiment de l'equip va millorar, els taronja no van aconseguir classificar-se a la Copa del Rei de bàsquet. Juan Roig va decidir deixar la presidència del club i destituir al seu director general, Victor Sendra, a més de nomenar Manuel Llorente com a president executiu. Finalment, el València Basket va acabar 7è la lliga, però va ser eliminat en primera ronda del play-off enfront del Reial Madrid (3-1). Tot i això, les sensacions a final de temporada van ser positives i el club va aconseguir classificar-se per la Copa ULEB per a la següent temporada, on es mantindria a Katsikaris a la banqueta.
En la temporada 2007-08 es van incorporar jugadors com Shammond Williams o Fred House i l'equip acabà en cinquena posició de la Lliga ACB, millor classificació ACB històrica després de les temporades d'Olmos. En play-off és derrotat en 3 partits davant Saski Baskonia entrenat per Neven Spahija per 2-1.
La temporada 2008-09 s'inicia amb la contractació de jugadors com Kosta Perović, però un mal inici de temporada va provocar que Manuel Llorente cessara a Katsikaris i portara precisament a Neven Spahija per a la banqueta "taronja". Spahija va realitzar un parell de moviments en la plantilla per a adequar-la al seu estil de joc, com va ser tallar a Dikoudis i Ruben Douglas, i portar-se a Matt Nielsen i Kenny Gregory. Gràcies a aquestes incorporacions i la seua direcció tècnica, va aconseguir classificar-se per a la Copa del Rei, per a la 'Final Eight' de l'Eurocup i per als Play-off de l'ACB. En l'estiu Juan Roig, màxim accionista i mecenes del club, anuncia que les temporades 2009-2010 i 2010-2011 seran les últimes en les quals invertisca diners al València Basket. Amb això, l'històric nom de Pamesa desapareixerà del València Basket. A més, Manuel Llorente decideix anar-se del club, camí a la presidència del València Club de Futbol. Davant aquesta incertesa, Vicent Solà es fa càrrec de la presidència del club. Durant l'estiu davant el canvi de plans de comptar amb menys diners, Neven Spahija pren el comandament de les decisions esportives juntament amb el secretari tècnic, Toni Muedra. S'incorpora jugadors a la plantilla com Thomas Kelati, Serhiy Lishouk, Nando de Colo i va pujar al primer equip a José Simeón. Aquesta temporada que en principi es preveia tan difícil, es va convertir en una magnífica temporada amb la consecució del segon títol europeu, l'Eurocup i l'MVP de la qual va ser Matt Nielsen. Amb aquest títol s'assegura la participació en l'Eurolliga per a la temporada 2010-2011. A més, l'equip es classifica com a cap de sèrie per a la Copa del Rei i per al play-off pel títol.

## Cantera

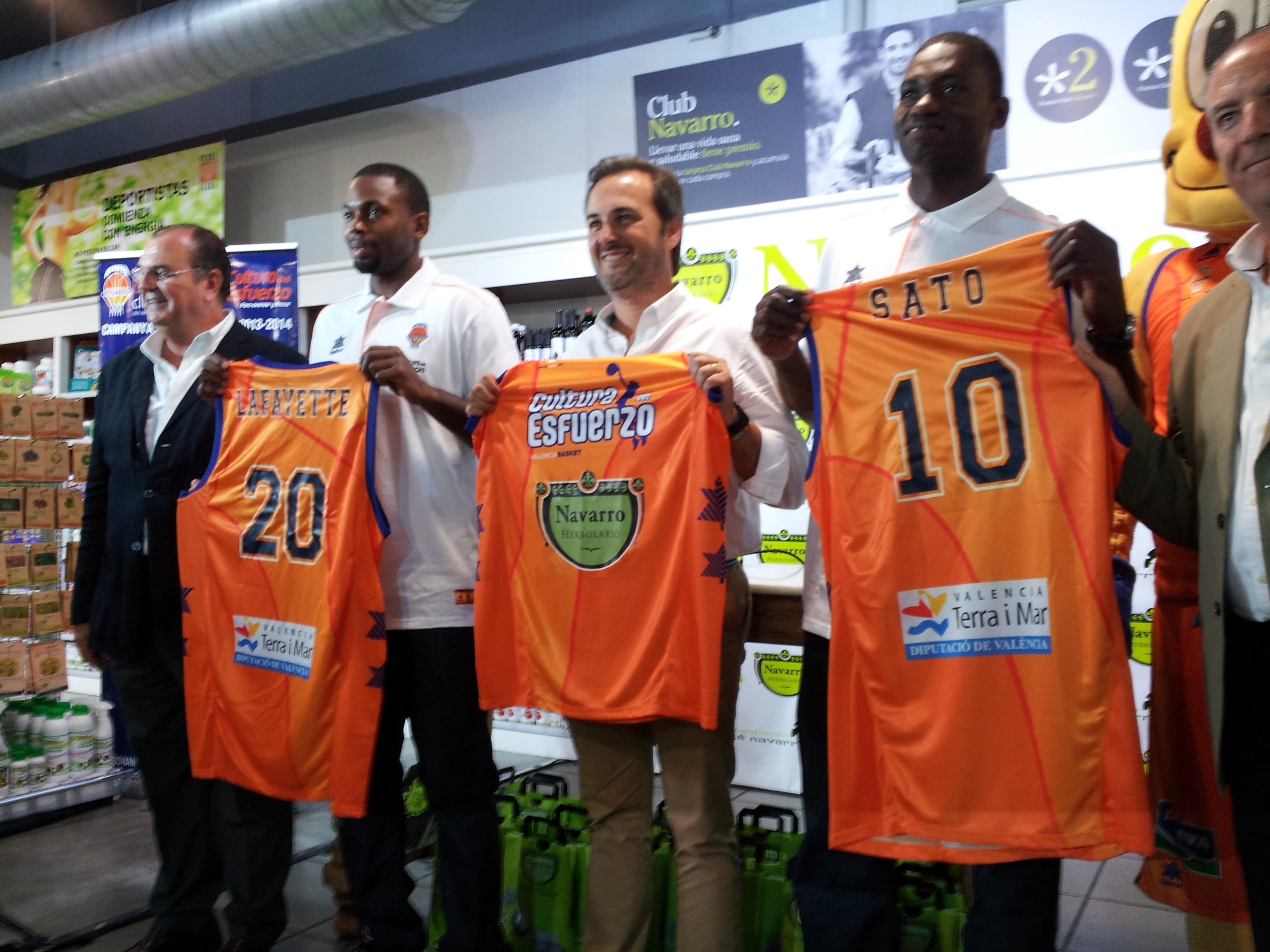
Imatge de la presentació d'Oliver Lafayette i Romain Sato com a jugadors del València Basket.

El València BC té en l'actualitat una de les millors canteres d'Espanya de bàsquet, amb contactes en els equips del Sedesa Llíria, Pamesa Castelló i amb el Pamesa València-UPV de la lliga EBA. Té equips des de la modalitat de "baby" fins a l'equip que té a la lliga EBA.
Víctor Luengo i Pere Llompart van ser dos dels jugadors més destacats que han sortit d'aquest planter, que té la seua seu i juga els seus partits en un pavelló més petit adjunt al pavelló Font de Sant Lluís, encara que la seua entrada es troba a la part posterior del pavelló.
El primer jugador valencià en jugar a l'NBA, l'aler de 2,05 metres Víctor Claver, va sorgir del planter del València Basket.

## Equip femení
El mes de maig de 2012 es va anunciar la desaparició de l'equip professional del Ros Casares, històric equip valencià que militava a la màxima categoria espanyola i que havia arribat a ser campió de l'Eurolliga. Els equips no professionals van seguir competint fins que i que a la temporada 2014-15 acabarien integrant-se al València Basket. En el mes d'abril de 2018 recupera la màxima categoria del bàsquet femení nacional.

## Entrenadors

### Equip masculí
- 1986-1987: Toni Ferrer
- 1987-1988: Antonio Serra
- 1988-1989: Toni Ferrer
- 1989-1990: José Antonio Figueroa
- 1990-1991: Fernando Jiménez
- 1991-1994: Manu Moreno
- 1995: Herb Brown
- 1995-2000: Miki Vuković
- 2000-2002: Luis Casimiro
- 2002-2004: Paco Olmos
- 2004-2005: Chechu Mulero
- 2005-2006: Ricard Casas
- 2006-2008: Fotis Katsikaris
- 2008-2010: Neven Spahija
- 2010: Manolo Hussein
- 2010-2011: Svetislav Pešić
- 2011-2012: Paco Olmos
- 2012-2015: Velimir Perasović
- 2015: Carles Duran
- 2015-2017: Pedro Martínez
- 2017-2018: Txus Vidorreta
- 2018-2021: Jaume Ponsarnau
- 2021-2022: Joan Peñarroya
- 2022-2024: Àlex Mumbrú
- 2024-: Pedro Martínez

## Temporades[18][19]
Historial de temporades de València Basket masculí:
| Temp.     | Lliga        | Lliga         | Lliga         | Lliga    | Lliga          | Copa                 | Competició Europea | Competició Europea   |
| Temp.     | Categoria    | Lliga Regular | Lliga Regular | Play-Off | Play-Off       | Copa                 | Competició Europea | Competició Europea   |
| Temp.     | Categoria    | Posició       | V-D           | V-D      | Resultat       | Copa                 | Competició         | Resultat             |
| --------- | ------------ | ------------- | ------------- | -------- | -------------- | -------------------- | ------------------ | -------------------- |
| 1986-1987 | 1a Divisió B | 19è           | 10-12         | 4-8      | fase clas.     | -                    | -                  | -                    |
| 1987-1988 | 1a Divisió B | 8è            | 20-16         | 4-3      | QF             | -                    | -                  | -                    |
| 1988-1989 | ACB          | 16è           | 12-24         | 0-3      | Clas           | Primera Ronda (16F)  | -                  | -                    |
| 1989-1990 | ACB          | 10è           | 24-12         | 3-0      | Clas.          | Vuitens de Final     | -                  | -                    |
| 1990-1991 | ACB          | 9è            | 15-19         | 3-3      | VF i Clas.     | Segona Ronda (16F)   | -                  | -                    |
| 1991-1992 | ACB          | 9è            | 18-16         | 2-4      | VF i Clas.     | Segona Ronda (16F)   | -                  | -                    |
| 1992-1993 | ACB          | 10è           | 18-13         | 1-2      | VF             | Segona Ronda (16F)   | -                  | -                    |
| 1993-1994 | ACB          | 12è           | 14-14         | 1-3      | El. Clas. i VF | Primera Ronda        | -                  | -                    |
| 1994-1995 | ACB          | 19è           | 15-23         | 1-3      | Perm.          | Fase prèvia de Grups | -                  | -                    |
| 1995-1996 | EBA          | 2n            | 22-8          | 8-3      | F              | -                    | -                  | -                    |
| 1996-1997 | ACB          | 11è           | 17-17         | -        | -              | -                    | -                  | -                    |
| 1997-1998 | ACB          | 7è            | 20-14         | 1-3      | QF             | Campió               | -                  | -                    |
| 1998-1999 | ACB          | 6è            | 18-16         | 2-3      | QF             | Quarts de final      | Copa Saporta       | Finalista            |
| 1999-2000 | ACB          | 6è            | 20-14         | 0-3      | QF             | Finalista            | Copa Saporta       | Quarts de Final      |
| 2000-2001 | ACB          | 5è            | 22-12         | 1-3      | QF             | Semifinals           | Copa Saporta       | Semifinals           |
| 2001-2002 | ACB          | 5è            | 21-13         | 1-3      | QF             | Quarts de Final      | Copa Saporta       | Finalista            |
| 2002-2003 | ACB          | 2n            | 26-8          | 6-5      | F              | Semifinals           | Copa ULEB          | Campió               |
| 2003-2004 | ACB          | 5è            | 23-11         | 2-3      | QF             | Quarts de Final      | Eurolliga          | Segona Fase de Grups |
| 2004-2005 | ACB          | 9è            | 18-16         | -        | -              | Semifinals           | Copa ULEB          | Semifinals           |
| 2005-2006 | ACB          | 9è            | 16-18         | -        | -              | Finalista            | -                  | -                    |
| 2006-2007 | ACB          | 7è            | 19-15         | 1-3      | QF             | -                    | -                  | -                    |
| 2007-2008 | ACB          | 5è            | 22-12         | 1-2      | QF             | Quarts de Final      | Copa ULEB          | Quarts de Final      |
| 2008-2009 | ACB          | 7è            | 16-16         | 0-2      | QF             | Quarts de Final      | Eurocup            | Quarts de Final      |
| 2009-2010 | ACB          | 5è            | 23-11         | 0-2      | QF             | Semifinals           | Eurocup            | Campió               |
| 2010-2011 | ACB          | 5è            | 24-10         | 0-2      | QF             | Semifinals           | Eurolliga          | Quarts de Final      |
| 2011-2012 | ACB          | 4t            | 20-14         | 3-4      | SF             | -                    | Eurocup            | Finalista            |
| 2012-2013 | ACB          | 6è            | 22-12         | 1-2      | QF             | Finalista            | Eurocup            | Semifinals           |
| 2013-2014 | ACB          | 2n            | 30-4          | 4-4      | SF             | Semifinals           | Eurocup            | Campió               |
| 2014-2015 | ACB          | 4t            | 20–14         | 3–4      | SF             | Quarts de Final      | Eurolliga          | Fase de Grups        |
| 2014-2015 | ACB          | 4t            | 20–14         | 3–4      | SF             | Quarts de Final      | Eurocup            | Quarts de Final      |
| 2015-2016 | ACB          | 3r            | 28-6          | 3-3      | SF             | Quarts de Final      | Eurocup            | Segona Fase de Grups |
| 2016-2017 | ACB          | 3r            | 23-9          | 8-3      | Campió         | Finalista            | Eurocup            | Finalista            |
| 2017-2018 | ACB          | 5è            | 22-12         | 1-2      | QF             | Quarts de final      | Eurolliga          | Novè                 |
| 2018-2019 | ACB          | 4t            | 23-11         | 2-4      | SF             | Quarts de final      | Eurocup            | Campió               |
| 2019-2020 | ACB          | 7è            | 12-11         | 0-1      | SF             | Semifinals           | Eurolliga          | Cancel·lada          |
| 2020-2021 | ACB          | 4t            | 24-12         | 3-3      | SF             | Quarts de final      | Eurolliga          | Fase de Grups        |
| 2021-2022 | ACB          | 3r            | 23-11         | 1-2      | QF             | Quarts de final      | Eurocup            | Semifinals           |
| 2022-2023 | ACB          | 8è            | 17-16         | 0-2      | QF             | Quarts de final      | Eurolliga          | Fase de Grups        |
| 2023-2024 | ACB          | 4t            | 21-13         | 1-2      | QF             | Semifinals           | Eurolliga          | Fase de Grups        |

- El 1996 va comprar la plaça ACB al CB Zaragoza.

## Plantilla

### Planter Masculí

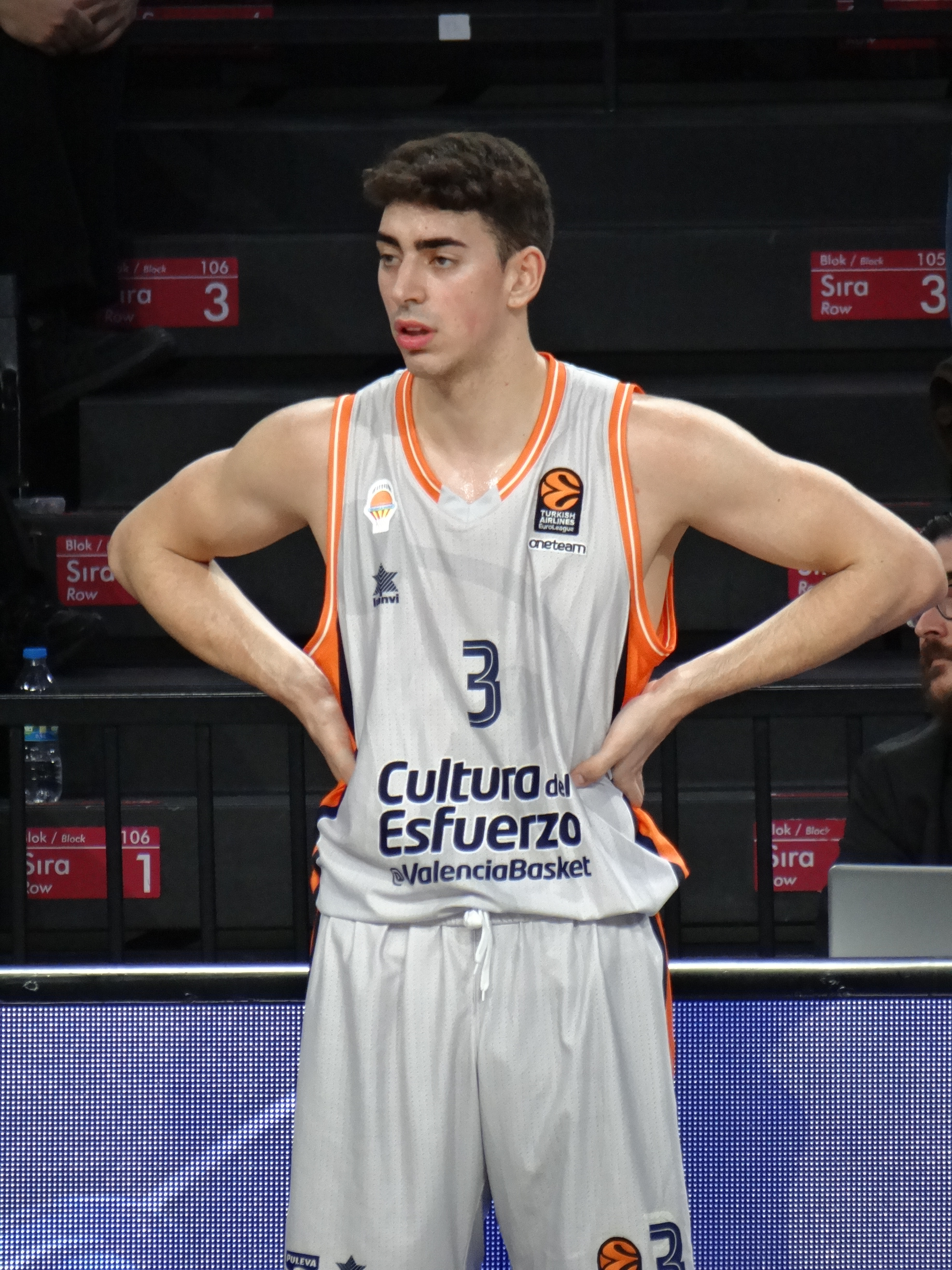
Josep Puerto, actual capità del València Basket.

Equip masculí de València Basket per a la temporada 2024/25:
| Dorsal | Nom                  | Posició    | Lloc de Naixement      | Nacionalitat         | Data de naixement | Altura (m) |
| ------ | -------------------- | ---------- | ---------------------- | -------------------- | ----------------- | ---------- |
| 2      | Josep Puerto         | Escorta    | Almussafes             | Espanya              | 08/03/1999        | 1,99       |
| 3      | Nate Reuvers         | Aler Pívot | Minnesota              | Hongria              | 30/09/1998        | 2,11       |
| 4      | Jaime Pradilla       | Aler Pívot | Saragossa              | Espanya              | 03/01/2001        | 2,02       |
| 5      | Sergio de Larrea     | Base       | Valladolid             | Espanya              | 04/12/2005        | 1,98       |
| 6      | Xabi López-Arostegui | Aler       | Getxo                  | Espanya              | 19/05/1997        | 2,00       |
| 7      | Chris Jones          | Base       | Garland, Texas         | Armènia              | 10/04/1993        | 1,88       |
| 8      | Jean Montero         | Base       | Santo Domingo          | República Dominicana | 03/07/2003        | 1,88       |
| 10     | Jorge Carot          | Aler Pívot | València               | Espanya              | 22/02/2006        | 2,03       |
| 16     | Stefan Jovic         | Base       | Nis                    | Sèrbia               | 03/11/1990        | 1,98       |
| 22     | Ethan Happ           | Pívot      | Milan, Illionis        | Macedònia del Nord   | 07/05/1996        | 2,08       |
| 23     | Lucas Marí           | Base       | València               | Espanya              | 20/10/2005        | 1,97       |
| 24     | Matt Costelo         | Pívot      | Linwood, Michigan      | Costa d'Ivori        | 05/08/1993        | 2,08       |
| 35     | Amida Brimah         | Pívot      | Accra                  | Ghana                | 11/02/1994        | 2,13       |
| 37     | Semi Ojeleye         | Aler       | Kansas                 | Nigèria              | 05/12/1994        | 2,01       |
| 77     | Nate Sestina         | Aler Pívot | St Marys, Pennsilvània | Estats Units         | 12/05/1997        | 2,05       |
| 0      | Brancou Badio        | Escorta    | Rufisque               | Senegal              | 17/02/1999        | 1,91       |

### Plantilles anteriors
- Plantilla 2007-2008
- Plantilla 2010-2011
- Plantilla 2013-2014

### Planter femení

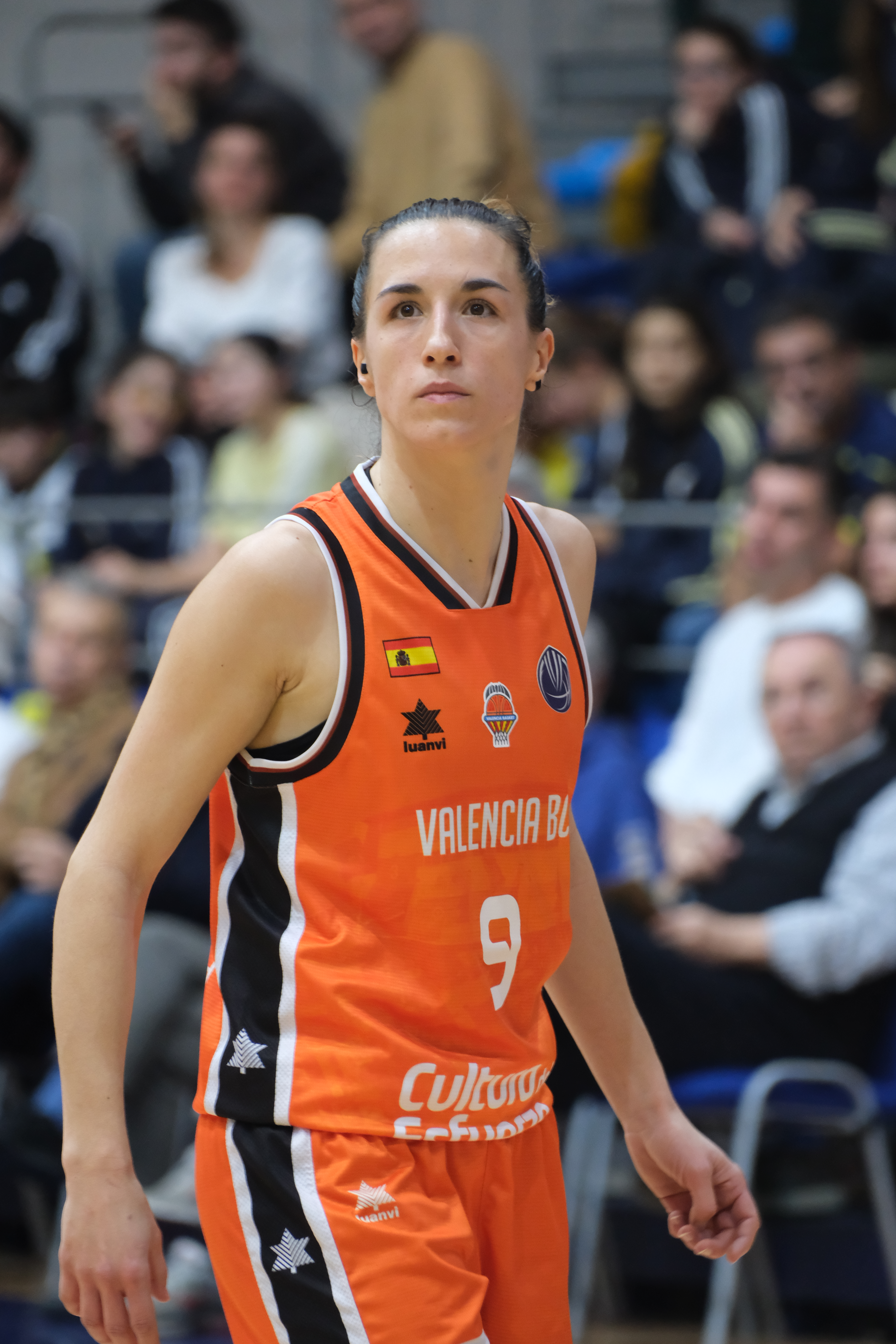
Queralt Casas, capitana de València Basket.

Equip femení de València Basket per a la temporada 2024/2025:
| Dorsal | Nom               | Posició     | Lloc de Naixement          | Nacionalitat | Data de naixement | Altura (m) |
| ------ | ----------------- | ----------- | -------------------------- | ------------ | ----------------- | ---------- |
| 1      | Stephanie Mavunga | Pívot       | Harare                     | Polònia      | 24/02/1995        | 1,91       |
| 3      | Mojca Jelenc      | Pívot       | Ljubljana                  | Eslovènia    | 04/01/2003        | 2,00       |
| 4      | Nadia Fingall     | Alera Pívot | Newark, Nova Jersey        | Estats Units | 12/08/1998        | 1,92       |
| 5      | Cristina Ouviña   | Base        | Saragossa                  | Espanya      | 18/09/1990        | 1,73       |
| 7      | Alba Torrens      | Alera Pívot | Binissalem                 | Espanya      | 30/08/1989        | 1,92       |
| 9      | Queralt Casas     | Escorta     | Bescanó                    | Espanya      | 18/11/1992        | 1,77       |
| 10     | Leticia Romero    | Base        | Las Palmas de Gran Canaria | Espanya      | 28/05/1995        | 1,72       |
| 13     | Leo Fiebich       | Alera       | Landsberg                  | Alemanya     | 10/01/2000        | 1,92       |
| 14     | Raquel Carrera    | Pívot       | Ourense                    | Espanya      | 31/10/2001        | 1,88       |
| 15     | Irene Broncano    | Base        | Barcelona                  | Espanya      | 26/04/2004        | 1,84       |
| 17     | Kristine Vitola   | Pívot       | Riga                       | Letònia      | 02/06/1991        | 1,96       |
| 18     | Alicia Florez     | Escorta     | Lleó                       | Espanya      | 19/04/2004        | 1,75       |
| 20     | Lucia Rivas       | Alera Pívot | València                   | Espanya      | 23/05/2006        | 1,88       |
| 22     | Yvonne Turner     | Base        | Nebraska                   | Hongria      | 13/10/1987        | 1,78       |
| 23     | Alina Iagupova    | Alera       | Dnipro                     | Ucraïna      | 09/02/1992        | 1,86       |
| 40     | Kayla Alexander   | Pívot       | Ontario                    | Canadà       | 05/01/1991        | 1,93       |

## Palmarès

### Trofeus del Masculí
| Competició europea   | Títols                             | Subcampionats        |
| -------------------- | ---------------------------------- | -------------------- |
| Eurocup (4)          | 2002-03, 2009-10, 2013-14, 2018-19 | 2011-1 2016-17 (2)   |
| Recopa de Europa (0) |                                    | 1998-99, 2001-02 (2) |

| Competició estatal                 | Competició estatal                 | Títols    | Subcampionats                            |
| ---------------------------------- | ---------------------------------- | --------- | ---------------------------------------- |
| Lliga ACB (1)                      | Lliga ACB (1)                      | 2016-2017 | 2002-2003 (1)                            |
| Copa del rei de Bàsquet (1)        | Copa del rei de Bàsquet (1)        | 1997-98   | 1999-2000, 2005-06, 2012-13, 2016-17 (4) |
| Supercopa d'Espanya de Bàsquet (1) | Supercopa d'Espanya de Bàsquet (1) | 2017      | 2010 (1)                                 |

| Competició valenciana | Títols                                      | Subcampionats |
| --------------------- | ------------------------------------------- | ------------- |
| Lliga Valenciana (5)  | 2004-05, 2006-07, 2007-08, 2008-09, 2009-10 |               |

### Trofeus del Femení
| Competició europea     | Títols  | Subcampionats |
| ---------------------- | ------- | ------------- |
| Eurocup Femenina (1)   | 2020-21 |               |
| Supercopa d'Europa (1) | 2021-22 |               |

| Competició estatal                          | Competició estatal                          | Títols                    | Subcampionats        |
| ------------------------------------------- | ------------------------------------------- | ------------------------- | -------------------- |
| Lliga Femenina Endesa (3)                   | Lliga Femenina Endesa (3)                   | 2022-23, 2023-24, 2024-25 | 2020-21, 2021-22 (2) |
| Copa de la reina de Bàsquet (1)             | Copa de la reina de Bàsquet (1)             | 2023-24                   | 2020-21 (1)          |
| Supercopa d'Espanya de Bàsquet Femenina (3) | Supercopa d'Espanya de Bàsquet Femenina (3) | 2021-22, 2023-24, 2024-25 | 2022-23 (1)          |

### Distincions

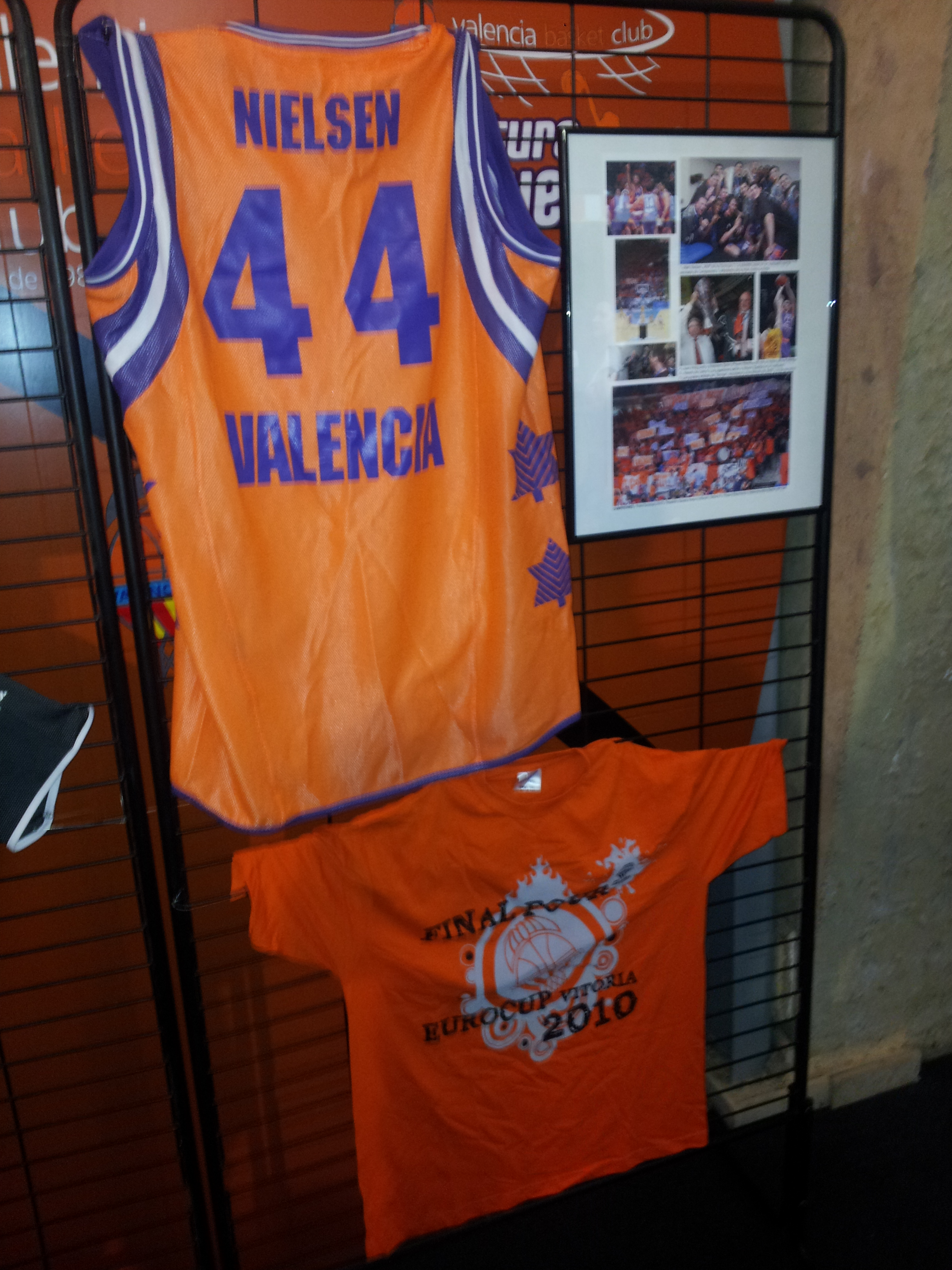
Samarreta de Matt Nielsen, MVP de la final d'Eurocup de 2010.

| ACB Most Valuable Player (MVP ACB Lliga Regular) - Justin Doellman – 2014 All-ACB First Team - Justin Doellman – 2014 - Romain Sato – 2014 MVP de Copa - Nacho Rodilla – 1998 ACB Slam Dunk Champion - Víctor Claver – 2007 Eurocup Finals MVP - Dejan Tomašević – 2003 - Matt Nielsen – 2010 - Justin Doellman – 2014 | Eurocup Rising Star (estrela emergent) - Víctor Claver – 2010 - Bojan Dubljević – 2013, 2014 All-Euroleague Second Team - Duško Savanović – 2011 All-Eurocup First Team - Nando De Colo – 2010 - Matt Nielsen – 2010 - Nik Caner-Medley – 2012 - Justin Doellman – 2013, 2014 All-Eurocup Second Team - Matt Nielsen – 2009 - Bojan Dubljević – 2014 |